# Seehof (Lorsch)
Seehof war bis zum 1. Oktober 1971 eine selbständige Gemarkung. Im Zuge der Gebietsreform in Hessen wurde sie unter den Städten Lampertheim und Lorsch aufgeteilt. Nach Lorsch wurde der Nordteil mit dem eigentlichen Seehof am Froschkanzelsee mit damals etwa 40 Einwohnern eingegliedert. Seit dem 19. Jahrhundert wurden mehrere Grabungen durchgeführt um die Vermutung zu untermauern, dass sie hier das Gründungskloster der Abtei Lorsch, das Kloster Altenmünster befand.

## Geschichte
Die erste urkundliche Erwähnung als palus Laurissensis erfolgte 1265 als ein Hofgut des Klosters Lorsch.
Konrad Dahl berichtet 1812 in seiner Historisch-topographisch-statistische Beschreibung des Fürstenthums Lorsch, oder Kirchengeschichte des Oberrheingaues über Seehof als einem Gutshof des Klosters Lorsch:

„Der Seehof war wahrscheinlich in seiner Entstehung ein Okonomiehof zum Kloster Lorsch, und nachher zur Probstei Altenmünster, gehörig. Seinen Namen erhielt er von dem kleinen See, dem daselbst die Weschnitz vormals bildete, und der in der Folge mit vieler Mühe und Unkosten ausgetrocknet und urbar gemacht wurde. Da man solches vorzüglich der thätigen Sorgfalt des Domkapitels zu Mainz zu verdanken hatte: so schenkte der Erzbischoff Werner von Mainz im Jahr 1265 besagtem Domkapitel den dritten Theil des urbar zu machenden Feldes, wie auch den dritten Theil alles Zehendens, der Mühl und Zollgefälle, wie auch aller sonstigen Nutzungen, die allenfalls daselbst in Zukunft erhoben werden könnten. Überdas übergab er auch besagtem Kapitel die Pfarrei Heppenheim, und bestättigte diese Schenkung im Jahr 1266. Der Seehof ist beinahe eine Stunde vor Lorsch entfernt, ist aber kein einzler Hof mehr, sondern ist vielmehr ein Weiler, der aus 15 Häusern besteht, in welchem 119 Seelen wohnen. Er ist ein Filial von Lorsch.“

Mehrere Urkunden zeugen von der bewegten Geschichte des Seehofs im Mittelalter. So wird 1474 berichtet, dass der Lorscher See durch den Pfalzgrafen Friedrich zur Versorgung seiner Hofhaltung auf der Friedrichsburg (heute Neuschloss) benutzt wurde. Aus dem Jahr 1648 ist überliefert, dass ein abgebranntes Haus auf dem Lorscher See stand und die Gemarkung Seehof wird wie folgt beschreiben: „Die Gemarkung besteht aus 1200 Morgen und das Fischwasser Lorscher See zieht neben dem Lorscher Wald bis an die Virnheimer Gemarkung.“ Aus dem Jahr 1673 ist ein Vergleich zwischen Kurmainz und dem Bistum Worms überliefert, in dem nach erfolgter Absteinung Mainz den Lorscher See erhält, während der Lampertheimer See bei Worms verbleibt. Dieser Vergleich wurde 1721 bestätigt. Wie 1784 aus den Urkunden des Staatsarchives Darmstadt hervorgeht, war der Hof im Erbbestand durch das Kloster Lorsch verliehen und gehörte im Kurfürstentum Mainz im „Unteren Erzstift“ zur Amtsvogtei Lorsch des Oberamtes Starkenburg.
Als Folge der Napoleonischen Kriege wurde im Februar 1803 der Reichsdeputationshauptschluss verabschiedet, der die Bestimmungen des Friedens von Lunéville umsetzte und Kurmainz auflöste. Das Oberamt Starkenburg und mit ihm das Amt Lorsch kam zur Landgrafschaft Hessen-Darmstadt. Dort wurde es als hessische Amtsvogtei weitergeführt, das Oberamt aber 1805 aufgelöst.
Unter Druck Napoleons wurde 1806 der Rheinbund gegründet, dies geschah mit dem gleichzeitigen Reichsaustritt der Mitgliedsterritorien. Dies führte am 6. August 1806 zur Niederlegung der Reichskrone durch Kaiser Franz II., womit das Alte Reich aufhörte zu bestehen. Am 14. August 1806 wurde die Landgrafschaft Hessen-Darmstadt, gegen Stellung hoher Militärkontingente an Frankreich und den Beitritt zum Rheinbund, von Napoleon zum Großherzogtum erhoben, anderenfalls drohte er mit Invasion.
Bis 1821 war das Großherzogtum Hessen in Ämter eingeteilt. Das Amt Lorsch wurde im Neueste Länder- und völkerkunde: Ein geographisches lesebuch für alle stände. Band 22 – Meklenburg Kur Hessen Hessen Darmstadt und die freien Städte wie folgt beschrieben:

„Amt Lorsch mit 1 Marktflecken, 7 anderen Orten, 1,146 Häus. und 8,755 Ein.

Lorsch, Marktflecken an der Waschnitz, und Amtssitz in den Gebäuden der vormaligen Prämonstratenser Abtei. 262 Haus. und 1,660 Einw. Wie in der Nähe alter Klöster Wild, Holz, Fische, gute Weide und gute Wein, sobald es das Klima nur erlaubt, nie zu fehlen pflegen: so findet man auch alle diese Hülfsmittel eines bequemen spekulativen Lebens, in der Nähe von Lorsch vereint. – Dörfer: Biblis, Bürstadt, Kleinhausen, Seehoff, Virnheim.“

1821 wurden im Rahmen einer umfassenden Verwaltungsreform die Amtsvogteien in den Provinzen Starkenburg und Oberhessen des Großherzogtums aufgelöst und Landratsbezirke eingeführt, wobei das Amt Lorsch zum Landratsbezirk Heppenheim kam. Im Rahmen dieser Reform wurden auch Landgerichte geschaffen, die unabhängig von der Verwaltung waren. Die Landgerichtsbezirke entsprachen in ihrem Umfang den Landratsbezirken. Für den Landratsbezirk Heppenheim war das Landgericht Lorsch als Gericht erster Instanz zuständig. Diese Reform ordnete auch die Verwaltung auf Gemeindeebene neu. Für Seehof war die Bürgermeisterei in Lorsch zuständig.
Die Statistisch-topographisch-historische Beschreibung des Großherzogthums Hessen: Provinz Starkenburg von 1829 beschreibt Seehof als:

„Seehof (L. Bez. Heppenheim) kath. Filialdorf; liegt a der Weschnitz 1 St. von Heppenheim und 1 St. von Lorsch. Man findet 21 Häuser und 186 Einw., die außer 31 Lutheranern katholisch sind. Dieser Hof war wahrscheinlich ein Oekonomiehof, erst zum Kloster Lorsch und nachher zur Probstei Altenmünster gehörig. Seehof kam 1802 von Mainz an Hessen.“

Im Großherzogtum Hessen finden sich dann noch bis 1854 Hinweise auf das Dorf Seehof. So berichtet das Neuestes und gründlichstes alphabetisches Lexicon der sämmtlichen Ortschaften der deutschen Bundesstaaten von 1845:

„Seehof b. Lorsch. — Dorf, zur luther. Pfarrei Schwanheim, resp. kathol. Pfarrei Lorsch gehörig. — 21 H., 186 (meistens kathol.) E. — Großherzogth. Hessen. — Prov. Starkenburg. — Kr. Bensheim. — Landgericht Lorsch. — Hofgericht Darmstadt. — Das Dorf Seehof, an der Weschnitz liegend, ist im J. 1802 von Mainz an Hessen übergegangen.“

Im Jahr 1854 werden noch 261 Einwohner genannt und findet sich folgender Eintrag in Philipp Alexander Ferdinand Walther’s Das Großherzogthum Hessen nach Geschichte, Land, Volk, Staat und Oertlichkeit:

„Seehof, kath. Fld., an der Weschnitz, gehörte zu Lorsch dann zur Probstei Altenmünster und kam 1802 von Mainz an Hessen. Gem.: 1208 M. (1073 A., 43 Wi., 66 Wa.) Einw. 261.“

In den Jahren 1833–1856 war Seehof eine eigenständige Gemeinde mit über 200 Einwohnern. Aufgrund schlechter Bedingungen für die Landwirtschaft wanderten in den Jahren 1853/54 die meisten Einwohner in die Vereinigten Staaten von Amerika aus. Die Häuser wurden versteigert und größtenteils in dem Lampertheimer Ortsteil Hüttenfeld wieder aufgebaut, die Glocke der Kirche wanderte in das Hüttenfelder Schulhaus. Daher trägt die Hüttenfelder Grundschule den Namen „Seehofschule“. Im Verzeichnis der Wohnplätze des Großherzogtums Hessen von 1867 wird Seehof als Gemarkung der Gemeinde Lorsch mit einem Haus und acht Einwohnern beschrieben.
1927 wurde die Gemarkung im Wohnplatzverzeichnis des Volksstaates Hessen mit „zum Lampertheim gehörig und 302 ha“ angegeben.
In den Jahren 1954/1955 wurden durch die Nassauische Siedlungsgesellschaft im Bereich des Seehof 3 Gehöfte als Neubauernstelle errichtet von denen (Stand 31. Dezember 2020) noch einer landwirtschaftlich bewirtschaftet wird. In den Jahren 2018–2020 wurde der Bereich des Seehofes an das Wasser- und Abwassernetz der Stadt Lorsch angeschlossen. Heute befinden sich im Bereich von Lorsch-Seehof 5 Anwesen und ein in den 1970er Jahren entstandener privater Baggersee (Froschkanzelsee). Dieser dient dem Angelsportverein Lorsch-Birkenau seit über 40 Jahren als Vereinsgewässer und hat mit seinen beiden Seen eine Wasserfläche von ca. 4,5 Hektar.